# Maledetto ciao
Maledetto ciao è un brano musicale della cantante italiana Gianna Nannini, contenuto all'interno dell'album Giannadream - Solo i sogni sono veri.
La canzone è stata pubblicata come secondo singolo estratto dall'album, ed è entrata in rotazione radiofonica e resa disponibile per il download digitale a partire dal 13 giugno 2009. Nonostante il forte successo in radio, il singolo ha fallito l'ingresso nelle posizioni alte della classifica FIMI.
Il brano è stato inserito in una compilation: Strike!

## Descrizione
Il testo di Maledetto ciao è stato scritto da Gianna Nannini, insieme alla scrittrice Isabella Santacroce, con cui la cantautrice toscana aveva già collaborato per le musiche del film d'animazione Momo alla conquista del tempo. La storia della canzone, è da rileggere nella esperienza vissuta dalla cantante in Namibia, dove un anno prima aveva cercato di ottenere l'adozione di una bambina del posto; da qui, i richiami alla musica e ai cori africani presenti nel pezzo. La canzone è entrata in rotazione radiofonica ed è stata resa disponibile per il download digitale a partire dal 13 giugno 2009. Il brano è stato interpretato dalla cantante al Wind Music Awards 2009, al concerto Amiche per l'Abruzzo ed allo speciale di Amici di Maria De Filippi La sfida dei talenti.

## Video musicale
Il video musicale prodotto per Maledetto ciao è stato presentato in anteprima sul sito de La Repubblica il 16 giugno 2009, mentre è entrato nella rotazione ufficiale dei canali tematici a partire dal 24 giugno. Il video è stato diretto da Kal Karman e Ena Talakic, ed è stato filmato in Islanda. Nel video Nannini viene mostrata immersa nelle acque del Blu Lagoon mentre interpreta il brano, mentre alcune danzatrici si esibiscono sulla riva.

## Tracce
Download digitale
1. Maledetto ciao - 3:41
2. Ti sto tagliando le mani (con Tiziano Ferro) - 6:46
3. Avrà questo arabo (con Vasco Rossi) - 15:40
4. Mi devi guardare Xonotic (con Jax) - 40:40

## Classifiche
| Paese  | Posizione raggiunta |
| ------ | ------------------- |
| Italia | 31                  |